# 31770 Melivanhouten
31770 Melivanhouten este o planetă minoră (asteroid), cu un diametru de 3,427 km, din centura de asteroizi. A fost descoperită pe 13 mai 1999 la Experimental Test Site⁠(d) de Lincoln Near-Earth Asteroid Research. 
Obiectul prezintă o orbită caracterizată de o semiaxă mare de 2,8530303 UAi, o excentricitate de 0,04, o înclinație de 3,20155 ° în raport cu ecliptica.